# 日月山斑皿蛛
日月山斑皿蛛（学名：Lepthyphantes riyueshanensis）为皿蛛科斑皿蛛属的动物。在中国大陆，分布于青海等地。该物种的模式产地在青海。